# Anna Williams
Anna Lena Williams, född 9 november 1957 i Uddevalla, är en svensk professor i litteraturvetenskap vid Uppsala universitet. Hon är gift med Henrik Williams, professor i nordiska språk. Anna Williams har bland annat arbetat för de litteraturvetenskapliga tidskrifterna Samlaren och Edda.

## Utmärkelser och ledamotskap
- Ledamot av Kungliga Gustav Adolfs Akademien (LGAA).[3]
- Ledamot av Samfundet De Nio. Från 2015 på stol nummer 6, från 2019 på nummer 1 som ordförande.[4]

### Priser
- 2013 – Lotten von Kræmers pris
- 2018 – Schückska priset